# 173 f.Kr.

## Händelser

### Efter plats

#### Egypten
- Ptolemaios VI Filometor gifter sig med sin syster Kleopatra II.

#### Seleukiderriket
- Antiochos IV betalar återstoden av det krigsskadestånd som romarna har krävt av Antiochos III i freden i Apameia (188 f.Kr.).

## Födda
- Antiochos V Eupator, härskare av Seleukiderriket sedan 164 f.Kr. (död 162 f.Kr.)
- Wang Zhi, kinesisk kejsarinna (död 126 f.Kr.)

## Avlidna
- Lucius Cornelius Lentulus, romersk konsul